# گانچو اوتیموف
گانچو اوتیموف (بلغاری: Ганчо Евтимов؛ زادهٔ ۲ دسامبر ۱۹۶۹) بازیکن فوتبال اهل بلغارستان است.
از باشگاه‌هایی که در آن بازی کرده است می‌توان به باشگاه فوتبال لوکوموتیو صوفیه اشاره کرد.